# Base-Flying

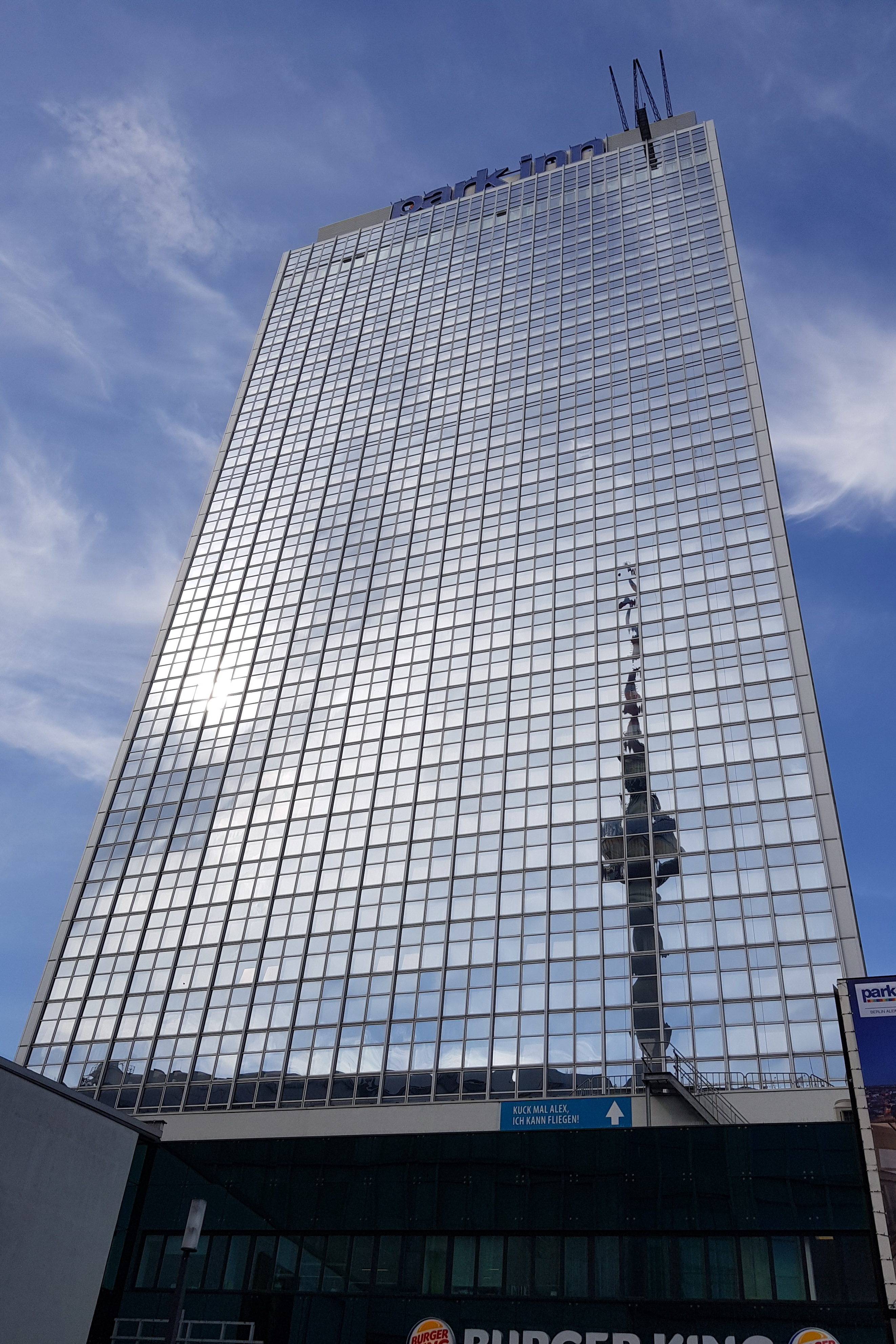
Park Inn Hotel Berlin mit der Base-Flyer-Anlage in einer Höhe von 125 Meter

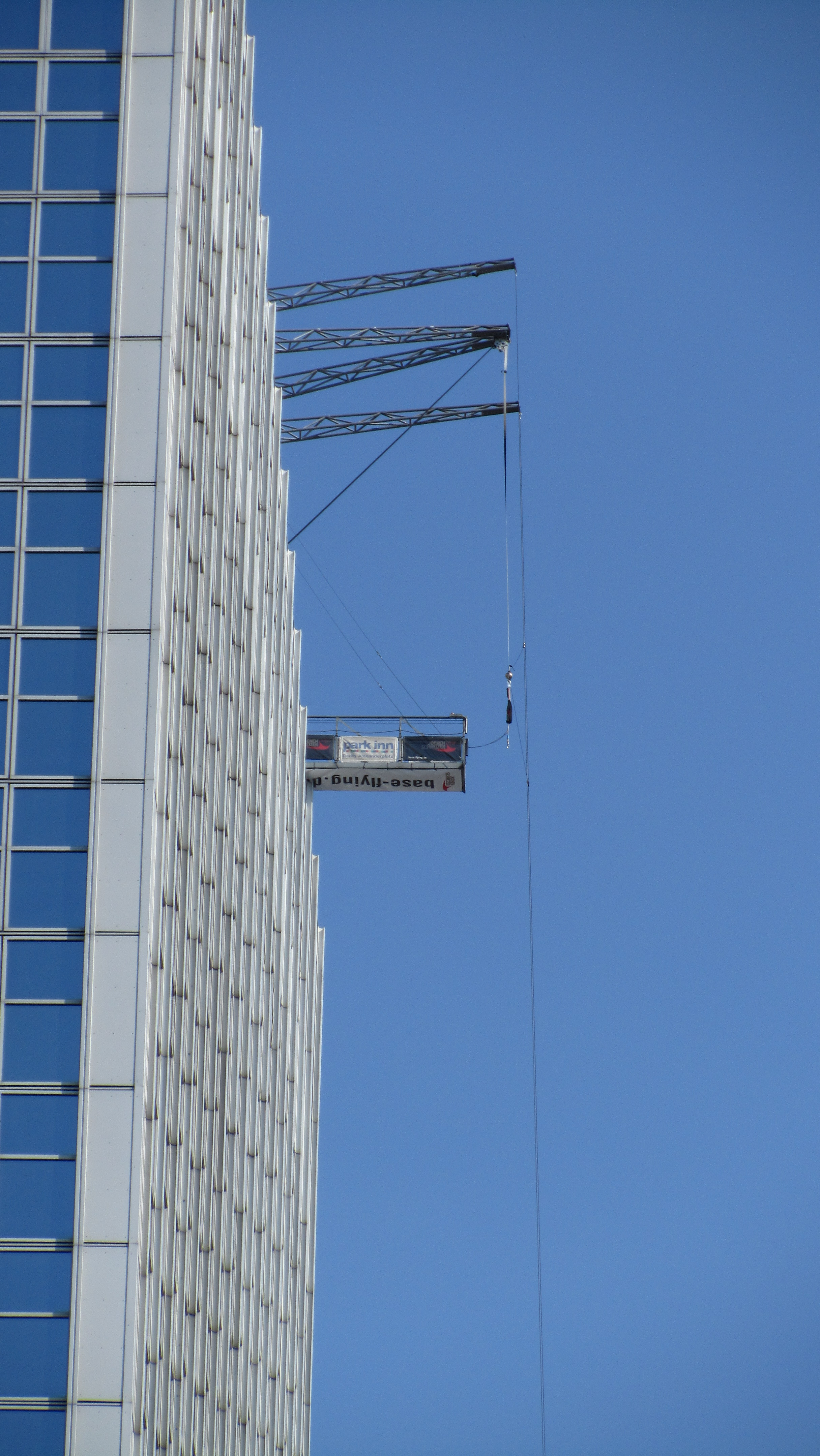
Base-Flyer-Anlage

Der Base-Flyer, auch Base Flyer geschrieben, ist eine schnelle Personen-Abseilwinde und einzigartig in Europa. 
Der Begriff Base-Flyer oder Base-Flying (engl. Base: „Basis“, Flyer: „Flieger“) bezeichnet eine moderne Extremsportart, bei der man von einem hohen Gebäude, angeseilt und gesichert, in die Tiefe fliegt. Der erste Wortteil wird auch als Apronym gedeutet. Dabei steht b für building (Gebäude), a für antenna (Sendemast), s für span (Brücke) und e für earth (Boden). 
Angeseilt an eine Spezialkonstruktion, fliegt eine Person 125 Meter vom Dach des Park Inn Hotels am Alexanderplatz in Berlin nach unten. Dabei werden Geschwindigkeiten von bis zu 90 km/h erreicht. Kurz vor der Landung erfolgt eine vollständige und sanfte Abbremsung bis zum Stillstand.

## Location
Der Base-Flyer befindet sich auf dem Dach des Hotels Park Inn by Radisson, direkt am Alexanderplatz in Berlin. Zwischen März und Oktober findet das Base-Flying an jedem Wochenende (Freitag bis Sonntag) statt.

## Geschichte
Am 26. März 2009 wurden die für den Base-Flyer benötigten Bauteile via Hubschrauber auf dem Dach des Park Inn Berlin-Alexanderplatz montiert. Nach umfangreichen Tests, sowie der Genehmigung durch den TÜV, wurde der Base-Flyer knapp zwei Monate später von Jochen Schweizer eröffnet. Seit seiner Eröffnung sind mehr als 13.000 Personen geflogen.

## Sicherheit/Technik
Unter Zuhilfenahme bewährter alpinistischer Sicherheitseinrichtungen, wie Körpergurt und Karabiner, erleben die Teilnehmer wie bei einem Base-Jump (Fallschirmsprung aus niedriger Höhe) mittels einer speziellen Personen-Abseilwinde den Sturz in die Tiefe. Anders als etwa beim Bungee-Jumping gibt es keinen Rebound (Zurückschnellen des Seils) und kein Kopfüber-Hängen. Die Geschwindigkeit erreicht bis zu 90 km/h. Die Landung wird durch einen vordefinierten Bremsbereich circa 10 Meter über Grund eingeleitet. Somit wird der Teilnehmer weich am Boden abgesetzt. Menschliches Versagen wird durch ein redundantes System ausgeschlossen. Links und rechts parallel verlaufende Stahlseile dienen der Stabilisation des Base-Flyers in der lotrechten Falllinie. Somit ist selbst bei starken Windeinflüssen für einen weichen und kontrollierten Flug gesorgt. Die ursprüngliche Technologie der speziellen Abseilwinde stammt aus dem Film- und Stuntbereich. Für simulierte Stürze von Gebäuden oder Felsen bedienen sich die Stunt-Profis seit jeher sogenannter Fan-Descender.
Die Weiterentwicklung berücksichtigte höchsten sicherheitstechnischen Standard für den öffentlichen Veranstaltungsbetrieb. Die Entwicklung erfolgte in Zusammenarbeit mit dem TÜV.

## Unterschied zum Base-Jumping
Base-Jumping ist eine Art Fallschirmspringen, allerdings von festen Objekten (Base). Im Unterschied zum Fallschirmspringen, trägt der Base-Jumper oftmals keinen Reserveschirm, da die Zeit für dessen Aktivierung auf Grund der Höhe/Zeit nicht ausreichen würde. Base-Jumping ist in Deutschland genehmigungspflichtig.